# Tengen (azienda)
Tengen è stata una società statunitense fondata nel 1987 da Atari Games per sviluppare e pubblicare videogiochi per console. È stata chiusa nel 1993 da Time Warner Interactive, al cui gruppo apparteneva Atari Games.

## Storia
Con la crisi dei videogiochi del 1983 molte società che operavano nel campo delle console subirono gravi perdite economiche. Atari, che all'epoca dominava il mercato con la sua console Atari 2600, fu una delle responsabili principali della crisi nonché una delle società che subì più perdite, ben 536 milioni di dollari. Time Warner Interactive, a cui apparteneva Atari, decise di ridimensionare gli investimenti nel settore dei videogiochi e di smembrare la società, vendendo nel 1984 il reparto console e computer a Jack Tramiel, che aveva da poco lasciato la società da lui fondata, Commodore, e conservando solo il reparto di produzione dei giochi arcade. Tramiel rinominò la parte di Atari che aveva comprato in Atari Corporation mentre Time Warner rinominò ciò che restava della vecchia società in Atari Games.
L'accordo con Tramiel prevedeva che Atari Games non potesse utilizzare il nome ed il logo Atari nel settore dei videogiochi per console e computer. Quando però il mercato delle console iniziò a riprendersi, spinto soprattutto dal successo del Nintendo Entertainment System (NES), Atari Games decise di tornare a realizzare giochi per questi apparecchi. Ma gli accordi intrapresi le impedivano di poter utilizzare il marchio Atari perciò, per aggirare questa restrizione, creò nel 1987 una società satellite denominata Tengen. Il nome della società non fu scelto a caso: "Atari" era stato scelto dal suo fondatore Nolan Bushnell perché esso è il nome di una dichiarazione del gioco Go, e "Tengen" è il nome di un importante torneo di Go che si gioca in Giappone.
Dopo la sua fondazione, Tengen strinse un accordo con Namco per poter commercializzare nel Nord America alcuni dei suoi giochi per il NES dato che la stessa Namco non aveva una sua filiale presente su quel mercato (la aprì solo nel 1993). Tengen strinse un identico accordo anche con Sunsoft, un altro sviluppatore di giochi senza una filiale nordamericana.
Nintendo aveva però delle licenze molto restrittive per la distribuzione dei giochi per la sua console: non permetteva di pubblicare più di 5 giochi all'anno e richiedeva inoltre che quei giochi fossero esclusivi per il NES per 2 anni. Tengen cercò senza successo di ottenere una licenza meno restrittiva ma Nintendo rifiutò accordi diversi, per cui alla fine del 1987 Tengen accettò i termini.

## I problemi legali con Nintendo
Nel 1988 Tengen distribuì le sue prime ed uniche 3 cartucce con licenza Nintendo: RBI Baseball, Pac-Man e Gauntlet. Contemporaneamente Tengen lavorò segretamente per aggirare il chip di blocco denominato 10NES che dava a Nintendo il controllo su quali giochi fossero pubblicati per il NES: il chip era prodotto unicamente da Nintendo e veniva inserito in ogni cartuccia prodotta per il NES. Esso era un sistema di autenticazione elettronica che permetteva alla console di riconoscere una cartuccia originale ed al gioco di essere eseguito; diversamente, come nel caso di cartucce senza chip oppure di cartucce usate su console di una diversa regione geografica, il titolo non partiva. Molte delle soluzioni provate dai produttori non erano definitive perché periodicamente Nintendo aggiornava il sistema per bloccare le cartucce modificate.
Aggirare l'autenticazione era essenziale per permettere a Tengen di eludere le restrizioni del contratto con Nintendo e pubblicare i giochi che aveva in produzione. Tengen, perciò, cercò di ricostruire il codice del chip mediante reverse engineering, ma inizialmente non ebbe successo nell'operazione. La data prevista per la commercializzazione dei giochi senza protezione si stava avvicinando per cui Tengen decise di tentare una nuova strada. Tramite i suoi legali, si rivolse all'Ufficio Brevetti americano richiedendo una copia del programma di blocco utilizzato da Nintendo adducendo come motivazione di tale richiesta il fatto che quelle informazioni le occorrevano per una possibile causa contro Nintendo. Ottenuto il programma, Tengen lo utilizzò per creare il proprio chip di autenticazione. Secondo alcuni fu grazie a questi schemi che Tengen riuscì a replicare il 10NES, mentre secondo Ed Logg, un programmatore di Atari Games, gli schemi arrivarono presso l'azienda quando ormai i tecnici avevano già riprodotto il chip per proprio conto. Il chip che replicarono fu chiamato Rabbit: esso generava gli stessi segnali del 10NES, rendendo possibile creare cartucce per il NES non autorizzate.
Quando Tengen distribuì le versioni senza licenza dei giochi per il NES, Nintendo denunciò Tengen per violazione di brevetti. Il tribunale che esaminò il caso reputò Tengen non colpevole della violazione dei brevetti riguardanti le porzioni di codice che gestivano il sistema di protezione perché Tengen, secondo il giudice che esaminò il caso, aveva utilizzato un microprocessore ed un linguaggio di programmazione differenti rispetto a quelli utilizzati da Nintendo. Il giudice obbligò, però, Tengen a non utilizzare il restante codice che riguardava la comunicazione fra il chip e la console, permettendo quindi a Nintendo di poter aggiornare in futuro il sistema e bloccare tentativi di aggiramento del sistema di autenticazione come quelli effettuati tramite il chip Rabbit.
Tengen si trovò nuovamente citata da Nintendo nel 1989, questa volta per violazione di diritti d'autore sul gioco Tetris. Tengen perse la causa e fu obbligata a ritirare dal mercato e distruggere circa 268.000 cartucce del gioco (avendone vendute solo 50.000).
Nonostante i problemi con Nintendo, Tengen proseguì nella produzione di giochi per altre console quali il Sega Mega Drive, il Sega Genesis, il Sega Master System, il Sega Game Gear, il Sega CD, l'Atari Lynx ed il NEC PC Engine. Tengen pubblicò anche dei giochi per gli home computer come l'Amiga e l'Atari ST ma fu nota soprattutto per il porting di popolari videogiochi Atari come Klax, Hard Drivin', STUN Runner e Paperboy, oltre che per altri titoli che pubblicò negli anni.
Nel 1993, dopo che Time Warner tornò in possesso della quota di maggioranza di Atari Games, il nome Tengen fu tolto dal mercato ed i giochi furono da quel momento in poi pubblicati sotto l'etichetta "Time Warner Interactive" (TWI).

## Videogiochi

### Videogiochi per NES
Le cartucce che Tengen utilizzava per i giochi senza licenza Nintendo non presentavano lo stesso involucro semi-squadrato di plastica grigia tipico dei giochi ufficiali Nintendo, ma richiamavano quelle originali Atari, tondeggianti e di colore nero opaco. Gli unici 3 giochi di cui Tengen aveva la licenza Nintendo furono messi in vendita sia con il primo che con il secondo tipo di cartuccia. L'elenco che segue comprende i giochi pubblicati da Tengen per il NES:
- 720°
- After Burner
- Alien Syndrome
- Fantasy Zone
- Gauntlet
- Gauntlet II
- Indiana Jones and the Temple of Doom
- Klax
- Ms. Pac-Man
- Pac-Man
- Pac-Mania
- RBI Baseball
- RBI Baseball 2
- RBI Baseball 3
- Road Runner
- Rolling Thunder
- Shinobi
- Skull & Crossbones
- Super Sprint
- Tetяis: The Soviet Mind Game
- Toobin'
- Vindicators